# Перераспределение избирательных округов в Техасе (2025)

Карта избирательных округов Техаса с 2023 года по настоящее время.

В июне 2025 года законодатели штата Техас начали рассматривать план перераспределения избирательных округов, чтобы предоставить членам Республиканской партии в штате преимущество до 5 мест за счёт перекройки границ избирательных округов штата в преддверии выборов в Палату представителей США 2026 года.

## Предыстория
В июне 2025 года The New York Times сообщила, что администрация Трампа призвала руководство республиканцев в штате Техас пересмотреть границы избирательных округов штата в пользу республиканцев. План вызвал обеспокоенность у некоторых техасских республиканцев, которые утверждали, что он может навредить действующим партийцам. Чиновник, связанный с Дональдом Трампом, предупредил законодателей, что президент отмечает, кто поддержит его план. Член Палаты представителей США Майкл Маккол провёл двадцатиминутную встречу в Капитолии, чтобы обсудить план. По данным Times, предложение было выдвинуто на фоне обеспокоенности Трампа и его союзников тем, что поражение республиканцев на выборах в Палату представителей Соединённых Штатов в 2026 году может нанести ущерб законодательной повестке Трампа и привести к расследованиям против него. По данным The Texas Tribune, план Трампа был встречен скептически губернатором Грегом Эбботтом, однако его опасения развеялись после телефонного разговора с Трампом.
4 августа 2025 года спикер Палаты представителей Техаса Дастин Берроуз назначил новый комитет по перераспределению избирательных округов. Комитет возглавил конгрессмен Коди Васут. В состав комитета первоначально вошли 12 республиканцев и девять демократов.

## Специальная сессия Легислатуры Техаса

### Слушания и сопротивление демократов
9 июля 2025 года губернатор Эбботт созвал специальную сессию Легислатуры Техаса для обсуждения вопроса о перераспределении избирательных округов. Поводом для проведения сессии послужило письмо Министерства юстиции США, предоставляющее Легислатуре законные полномочия на перераспределение границ округов, ссылаясь на дискриминацию в четырёх избирательных округах с преобладанием меньшинства. В письме Эбботт признал, что некоторые округа были определены «по строго расовому признаку», что является отменой прежней позиции штата. Республиканское большинство в Легислатуре Техаса давало демократам ограниченные возможности для оспаривания этого решения. Лидер меньшинства в Палате представителей США Хаким Джеффрис и председатель Национального комитета Демократической партии (лидер партии) Кен Мартин провели телефонные переговоры 14 июля, чтобы обсудить ответ на предложение о перераспределении избирательных округов, включая возможность ухода с сессии регионального парламента. На следующий день Трамп провёл телефонный разговор с республиканцами Техаса, призвав их предоставить штату пять дополнительных мест для партии.
Специальная сессия началась 21 июля. На пресс-конференции демократы штата пообещали затянуть процесс перераспределения избирательных округов настолько, насколько это возможно, используя несколько средств, включая филибастер, отсрочку слушаний и уход с заседания. На первом слушании комитета Палаты представителей Техаса по перераспределению избирательных округов три дня спустя, критика усилилась со стороны некоторых избирателей и демократов, которые сосредоточились на вопросе отсутствия общедоступных карт. На слушаниях в Университете Хьюстона председатель комитета Коди Васут заявил, что дополнительные слушания будут назначены после подачи карт. Одновременно с этим техасские демократы начали сбор средств в рамках подготовки к отъезду из штата. Изменение правил, одобренное двумя годами ранее, после того как демократы нарушили кворум, пытаясь помешать принятию закона о выборах, налагает штраф в размере 500 долларов США в день и возможность ареста законодателей, которые нарушают кворум, хотя законодатели не могут использовать фонды кампании для оплаты штрафов. Член Палаты представителей США Жасмин Крокетт заявила, что она готова финансировать забастовку демократов. Сбор средств включал создание фонда Lone Star Fund в размере 20 миллионов долларов США и рекламную кампанию в размере 2 миллионов долларов США. Несколько техасских демократов в Палате представителей отправились в Калифорнию, Иллинойс и Нью-Мексико, чтобы встретиться с губернаторами Гэвином Ньюсомом, Дж. Б. Прицкером и Мишель Лухан Гришам соответственно.

### Забастовка демократов и угрозы Эбботта
Техасские республиканцы защитили карту на встрече 1 августа на фоне протестов у Капитолия штата Техас. На следующий день Комитет по перераспределению избирательных округов Конгресса Техаса опубликовал перерисованную карту. 3 августа большинство демократов Палаты представителей Техаса покинули штат, лишив республиканцев кворума для голосования по карте. Большинство уехало тем же днём, чтобы направиться в Чикаго, в то время как некоторые отправились в Нью-Йорк, чтобы встретиться с губернатором Кэти Хокул, а другие собрались на Национальной конференции легислатур штатов с некоторыми демократами Сената Техаса. В ответ Эбботт приказал демократам вернуться в Капитолий к 4 августа, пригрозив отстранить их от должности с помощью процесса, изложенного в необязательном юридическом заключении Генерального прокурора Кена Пакстона, и пригрозил обвинениями во взяточничестве за сбор средств для оплаты штрафа в размере 500 долларов США. Эбботт заявил, что будет добиваться экстрадиции «любых потенциальных преступников из других штатов», в то время как губернатор Иллинойса Прицкер подтвердил, что будет защищать законодателей Техаса от судебного преследования. Хотя губернатор Техаса Эбботт не может по закону требовать экстрадиции законодателей, нарушающих кворум, генпрокурор Пакстон может подать ходатайство о Quo warranto (судебный приказ, который требует от лица, занимающего должность, доказать, на каком основании оно это делает) для каждого из законодателей, чтобы отстранить их от должности — процесс, который займёт много времени и будет включать в себя несколько дополнительных выборов, победители которых должны оставаться в штате, чтобы обеспечить кворум, — или выдвинуть обвинения против законодателей во взяточничестве.
4 августа 2025 года Палата представителей Техаса проголосовала 85 голосами против 6 за выдачу ордеров на арест членов Палаты представителей Техаса от Демократической партии, покинувших штат. Все проголосовавшие против были демократами. Голосование было воспринято в основном как формальное, поскольку ордера на арест не могут быть исполнены за пределами Техаса.
Сенатор Джон Корнин заявил, что ФБР согласилось помочь «найти» законодателей-демократов.

## Последствия

### Политические
Предлагаемая карта перераспределения избирательных округов должна дать республиканцам пять дополнительных мест на выборах в Палату представителей США в 2026 году. Карта разделяет избирателей цветного населения в округе Таррант и изменяет 35-й избирательный округ Техаса, установленный постановлением Окружного суда США по округу Колумбия. Она также устанавливает два округа с преобладанием белого населения, два округа с преобладанием афроамериканского населения и один округ с преобладанием латиноамериканского населения. Карта сводит вместе нескольких действующих кандидатов от Демократической партии , создавая возможность первичных конфликтов, но не гарантирует победу республиканцев. Карта предполагает, что избиратели латиноамериканского происхождения в трёх округах поддержат республиканцев без Дональда Трампа в избирательном бюллетене. В двух многорасовых округах предлагаемая карта не снимает опасений, высказанных Министерством юстиции США в его письме. По словам члена Палаты представителей Техаса Тодда Эймса Хантера, карта была создана юридической фирмой Butler Snow.

### Ответные меры по перераспределению избирательных округов
В июле 2025 года издание The Texas Tribune сообщило, что демократы, представляющие Калифорнию в Палате представителей США и соратники губернатора Гэвина Ньюсома, начали рассматривать ответные меры по перераспределению избирательных округов. На пресс-конференции в Лос-Анджелесе Ньюсом публично призвал к перераспределению избирательных округов Калифорнии. После встречи с техасскими демократами Ньюсом и губернатор Иллинойса Прицкер предположили, что их штаты могли бы последовать примеру Техаса в перераспределении избирательных округов. В Легислатуре штата Нью-Йорк демократы внесли законопроект, позволяющий штату пересматривать границы избирательных округов каждые пять лет, если другой штат сделает это первым. Пресс-секретарь губернатора Мэриленда Уэса Мура сообщил газете The Baltimore Sun, что Мур «оценит все варианты, пока штаты по всей стране принимают решения относительно перераспределения избирательных округов», но не ответил на вопросы о том, поддерживает ли он законопроект, внесенный лидером большинства в Палате представителей Дэвидом Муном, который автоматически возобновит процесс перераспределения избирательных округов в штате, если другой штат примет решение о создании новых избирательных округов. Комитет Демократической партии по выборам в Легислатуры призвал законодательные органы, возглавляемые демократами, перераспределить избирательные округа.
Чтобы предотвратить «войну перераспределения избирательных округов», член Палаты представителей Калифорнии от республиканцев Кевин Кили внёс законопроект, запрещающий попытки перераспределения избирательных округов, предпринимавшиеся в середине десятилетия, и аннулирующий карты, утверждённые до переписи населения США 2030 года. Однако Кили не упомянул о прекращении перераспределения избирательных округов в Техасе. Вместо этого он переложил вину на губернатора Гэвина Ньюсома, который намеревался перераспределить избирательные округа в Калифорнии.

### Судебные разбирательства по перераспределению избирательных округов
По данным издания The Texas Tribune, должностные лица штата могут потребовать прекращения судебного разбирательства относительно границ округов Техаса, установленных после переписи населения США 2020 года, если штат проведёт перераспределение избирательных округов.

### Угрозы общественной безопасности
6 августа 2025 года угроза взрыва вынудила 400 человек покинуть отель в Сент-Чарльзе, штат Иллинойс, где остановились некоторые законодатели-демократы из Техаса. Полицейское управление Сент-Чарльза заявило, что первые спасатели прибыли в отель около 7:15 утра и «провели тщательный поиск, но никаких взрывных устройств обнаружено не было», и что «в ответ на угрозу 400 человек были немедленно эвакуированы, а территория взята под охрану, пока подразделения сапёров проводили расследование».
Texas Tribune также сообщила, что лидер демократов в Палате представителей Техаса Джин У столкнулся с потоком антиазиатских и ксенофобских высказываний, в том числе со стороны сенатора штата Техас Мэйеса Миддлтона, который опубликовал в Twitter пост «Джин У вернулся в Китай?».